# کوین فایگی
کوین فایگی (انگلیسی: Kevin Feige؛ زادهٔ ۲ ژوئن ۱۹۷۳) تهیه‌کنندهٔ آمریکایی فیلم و تلویزیون است که از سال ۲۰۰۷ رئیس مارول استودیوز و تهیه‌کنندهٔ اصلی فرنچایز دنیای سینمایی مارول بوده است. فیلم‌هایی که او تولید کرده است مجموعاً بیش از ۳۰ میلیارد دلار آمریکا در گیشهٔ جهانی کسب کرده‌اند، و او تبدیل به پرفروش‌ترین تهیه‌کننده تاریخ شده است. فیلم انتقام‌جویان: پایان بازی (۲۰۱۹) در زمان اکران پرفروش‌ترین فیلم جهان شد.
فایگی عضو انجمن تولیدکنندگان آمریکا است. در سال ۲۰۱۸، او نامزد دریافت جایزه اسکار بهترین فیلم برای تهیه‌کنندگی پلنگ سیاه شد، اولین فیلم ابرقهرمانی که نامزد بهترین فیلم شد و اولین فیلم در دنیای سینمایی مارول که برندهٔ جایزه اسکار شد. در اکتبر ۲۰۱۹ او مدیر ارشد خلاقیت مارول انترتینمنت شد.

## اوایل زندگی
فایگی در بوستون، ماساچوست متولد شد و در وستفیلد، نیوجرسی بزرگ شد، او در سن هشت سالگی به نیوجرسی نقل مکان کرد و تا سن هجده سالگی در آنجا زندگی کرد و از دبیرستان وستفیلد فارغ‌التحصیل شد. پدربزرگ مادری او، رابرت ای. شورت، یک تهیه‌کنندهٔ تلویزیونی در دهه ۱۹۵۰ بود و در سریال‌های آبکی کار می‌کرد.
او پس از دبیرستان برای دانشکده هنرهای سینمایی دانشگاه کالیفرنیای جنوبی، آلما ماتر مدرسه عالی کارگردانان مورد علاقه‌اش: جرج لوکاس، ران هاوارد و رابرت زمکیس درخواست داد. پنج درخواست اول او رد شد، اما او در ششم پذیرفته شد.

## حرفه
کارهای اولیه او شامل دستیار تهیه‌کنندهٔ اجرایی لورن شولر دانر در فیلم آتشفشان و ایمیل داری است.
او در سال ۲۰۰۰ به عنوان تهیه‌کننده توسط مارول استخدام شد. دانر به دلیل شناختی که از دنیای مارول داشت، فایگی را در اولین فیلمش مردان ایکس به عنوان یکی از دستیارهای تهیه‌کننده نگاشت. او که آوی آراد را تحت تأثیر قرار داد، در همان سال به عنوان نفر دوم در استودیو مارول استخدام شد. در اواسط دهه ۲۰۰۰، فایگی متوجه شد که اگرچه مرد عنکبوتی و مردان ایکس مجوز سونی و فاکس قرن بیستم را دریافت کرده بودند، مارول همچنان حقوق اعضای اصلی انتقام‌جویان را در اختیار داشت و به‌عنوان سازندگان، تصور ایجاد یک جهان مشترک را داشت. استن لی و جک کربی در اوایل دهه ۱۹۶۰ با کتاب‌های کمیک خود کار کرده بودند.
فایگی در مارس ۲۰۰۷ به عنوان رئیس تولید استودیوی مارول انتخاب شد.
فایگی در ۲۲ فوریه ۲۰۱۳ جایزه بهترین شومن فیلم سینمایی را در جوایز انجمن تبلیغات آی‌جی‌سی دریافت کرد.
او برای کارش در پلنگ سیاه نامزد دریافت جایزه اسکار، گلدن گلوب و جایزه انجمن تهیه‌کنندگان آمریکا شد.
فایگی در سال ۲۰۱۹ جایزه دستاورد دیوید او. سلزنیک را در فیلم‌های سینمایی توسط انجمن تهیه‌کنندگان آمریکا دریافت کرد. در ۲۶ سپتامبر ۲۰۱۹، گزارش شد که او در حال توسعه یک فیلم جنگ ستارگان برای لوکاس‌فیلم است.
در اکتبر ۲۰۱۹، فایگی علاوه بر ریاست استودیو مارول، به عنوان مدیر عامل خلاقیت برای کمیک‌های تلویزیون مارول و مارول انیمیشن انتخاب شد.

## زندگی شخصی
فایگی با کایتلین، یک پرستار قلب و عروق ازدواج کرده است. آنها دو فرزند دارند: یک دختر متولد ۲۰۰۹ و یک پسر متولد ۲۰۱۲.

## فیلم‌شناسی

### فیلم
نقش در تمام فیلم‌های ذکرشده به‌عنوان تهیه‌کننده است، مگر اینکه خلاف آن ذکر شده باشد.
| سال  | عنوان                                 | یادداشت           |
| ---- | ------------------------------------- | ----------------- |
| ۲۰۰۰ | مردان ایکس                            | تولیدکننده وابسته |
| ۲۰۰۲ | مرد عنکبوتی                           | تولیدکننده وابسته |
| ۲۰۰۳ | بی‌باک                                 | تهیه‌کننده مشترک   |
| ۲۰۰۳ | ایکس ۲                                | تهیه‌کننده مشترک   |
| ۲۰۰۳ | هالک                                  | تهیه‌کننده اجرایی  |
| ۲۰۰۴ | مجازاتگر                              | تهیه‌کننده اجرایی  |
| ۲۰۰۴ | مرد عنکبوتی ۲                         | تهیه‌کننده اجرایی  |
| ۲۰۰۵ | چیز-مرد                               | تهیه‌کننده اجرایی  |
| ۲۰۰۵ | الکترا                                | تهیه‌کننده مشترک   |
| ۲۰۰۵ | چهار شگفت‌انگیز                        | تهیه‌کننده اجرایی  |
| ۲۰۰۶ | مردان ایکس: آخرین ایستادگی            | تهیه‌کننده اجرایی  |
| ۲۰۰۷ | مرد عنکبوتی ۳                         | تهیه‌کننده اجرایی  |
| ۲۰۰۷ | چهار شگفت‌انگیز: قیام موج‌سوار نقره‌ای   | تهیه‌کننده اجرایی  |
| ۲۰۰۸ | انتقام‌جویان بعدی: قهرمانان فردا       | تهیه‌کننده اجرایی  |
| ۲۰۰۸ | مجازاتگر: منطقه جنگی                  | تهیه‌کننده اجرایی  |
| ۲۰۰۸ | مرد آهنی                              |                   |
| ۲۰۰۸ | هالک شگفت‌انگیز                        |                   |
| ۲۰۰۹ | هالک در مقابل                         | تهیه‌کننده اجرایی  |
| ۲۰۱۰ | مرد آهنی ۲                            |                   |
| ۲۰۱۱ | ثور                                   |                   |
| ۲۰۱۱ | کاپیتان آمریکا: اولین انتقام‌جو        |                   |
| ۲۰۱۱ | ثور: داستان‌های ازگارد                 | تهیه‌کننده اجرایی  |
| ۲۰۱۲ | مرد عنکبوتی شگفت‌انگیز                 | تهیه‌کننده اجرایی  |
| ۲۰۱۲ | انتقام‌جویان                           |                   |
| ۲۰۱۳ | مرد آهنی ۳                            |                   |
| ۲۰۱۳ | ثور: دنیای تاریک                      |                   |
| ۲۰۱۴ | کاپیتان آمریکا: سرباز زمستان          |                   |
| ۲۰۱۴ | نگهبانان کهکشان                       |                   |
| ۲۰۱۵ | انتقام‌جویان: عصر اولتران              |                   |
| ۲۰۱۵ | مرد مورچه‌ای                           |                   |
| ۲۰۱۶ | کاپیتان آمریکا: جنگ داخلی             |                   |
| ۲۰۱۶ | دکتر استرنج                           |                   |
| ۲۰۱۷ | نگهبانان کهکشان بخش ۲                 |                   |
| ۲۰۱۷ | مرد عنکبوتی: بازگشت به خانه           |                   |
| ۲۰۱۷ | ثور: رگناروک                          |                   |
| ۲۰۱۸ | پلنگ سیاه                             |                   |
| ۲۰۱۸ | انتقام‌جویان: جنگ ابدیت                |                   |
| ۲۰۱۸ | مرد مورچه‌ای و زنبورک                  |                   |
| ۲۰۱۹ | کاپیتان مارول                         |                   |
| ۲۰۱۹ | انتقام‌جویان: پایان بازی               |                   |
| ۲۰۱۹ | مرد عنکبوتی: دور از خانه              |                   |
| ۲۰۲۱ | بیوه سیاه                             |                   |
| ۲۰۲۱ | شانگ چی و افسانه ده حلقه              |                   |
| ۲۰۲۱ | جاودانگان                             |                   |
| ۲۰۲۱ | ماجراجویی در آرشیو والت دیزنی         | در نقش خودش       |
| ۲۰۲۱ | مرد عنکبوتی: راهی به خانه نیست        |                   |
| ۲۰۲۲ | دکتر استرنج در مالتی‌ورس جنون          |                   |
| ۲۰۲۲ | ثور: عشق و تندر                       |                   |
| ۲۰۲۲ | پلنگ سیاه: واکاندا تا ابد             |                   |
| ۲۰۲۳ | مرد مورچه‌ای و زنبورک: شیدایی کوانتومی |                   |
| ۲۰۲۳ | نگهبانان کهکشان بخش ۳                 |                   |
| ۲۰۲۳ | مارول‌ها                               |                   |
| ۲۰۲۴ | ددپول و ولورین                        |                   |
| ۲۰۲۵ | کاپیتان آمریکا: دنیای نو شگفت‌انگیز    |                   |
| ۲۰۲۵ | تاندربولتز*                           |                   |
| ۲۰۲۵ | چهار شگفت‌انگیز: گام‌های نخست           |                   |

| به آثاری اشاره دارد که در حال حاضر منتشر نشده‌اند | به آثاری اشاره دارد که در حال حاضر منتشر نشده‌اند |

### تلویزیون
| سال        | عنوان                        | یادداشت                                  |
| ---------- | ---------------------------- | ---------------------------------------- |
| ۲۰۰۹–۲۰۱۲  | مرد آهنی: ماجراهای زرهی      | ۵۲ قسمت                                  |
| ۲۰۰۹       | ولورین و مردان ایکس          | ۲۶ قسمت                                  |
| ۲۰۱۵–۲۰۱۶  | مأمور کارتر                  | ۱۸ قسمت                                  |
| ۲۰۲۰       | سیمپسون‌ها                    | صداپیشگی نقش تانوس (قسمت: «بارت مرد بد») |
| ۲۰۲۱       | وانداویژن                    | ۹ قسمت                                   |
| ۲۰۲۱       | فالکون و سرباز زمستان        | ۶ قسمت                                   |
| ۲۰۲۱–اکنون | لوکی                         | ۶ قسمت                                   |
| ۲۰۲۱–اکنون | چه می‌شود اگر… ؟              | ۹ قسمت                                   |
| ۲۰۲۱       | هاکای                        | ۶ قسمت                                   |
| ۲۰۲۲       | شوالیه ماه                   | ۶ قسمت                                   |
| ۲۰۲۲       | خانم مارول                   | ۶ قسمت                                   |
| ۲۰۲۲       | شی‌هالک: وکیل دادگستری        | ۹ قسمت                                   |
| ۲۰۲۲       | گرگینه در شب                 | ویژه تلویزیونی                           |
| ۲۰۲۲       | نگهبانان کهکشان ویژه تعطیلات | ویژه تلویزیونی                           |
| ۲۰۲۳       | تهاجم مخفی                   | ۶ قسمت                                   |
| TBA        | آیرون‌هارت                    | ۶ قسمت؛ فیلم‌برداری                       |
| TBA        | اکو                          | فیلم‌برداری                               |
| ۲۰۲۳/۲۰۲۴  | آگاتا: محفل آشوب             | ۹ قسمت؛ فیلم‌برداری                       |
| ۲۰۲۴       | دردویل: تولد دوباره          | ۱۸ قسمت؛ فیلم‌برداری                      |

### فیلم‌های کوتاه
| سال  | عنوان                                  | یادداشت                                      |
| ---- | -------------------------------------- | -------------------------------------------- |
| ۲۰۱۱ | مشاور                                  |                                              |
| ۲۰۱۱ | یک اتفاق خنده‌دار در راه چکش ثور رخ داد |                                              |
| ۲۰۱۲ | آیتم ۴۷                                |                                              |
| ۲۰۱۳ | مأمور کارتر                            |                                              |
| ۲۰۱۴ | درود برتو پادشاه                       |                                              |
| ۲۰۱۶ | تیم ثور                                | تولید مشترک با تایکا وایتیتی و براد ویندربام |
| ۲۰۱۷ | تیم ثور ۲                              | تولید مشترک با تایکا وایتیتی و براد ویندربام |
| ۲۰۱۸ | تیم دریل                               | تولید مشترک با تایکا وایتیتی و براد ویندربام |
| ۲۰۲۲ | من گروت هستم                           | مجموعه تلویزیونی ۵ قسمتی                     |